# Івановка (село, Бугурусланський район)
Іва́новка (рос. Ивановка) — село у складі Бугурусланського району Оренбурзької області, Росія.

## Населення
Населення — 245 осіб (2010; 375 у 2002).
Національний склад (станом на 2002 рік):
- росіяни — 76 %